# 崩壊学園
『崩壊学園』（ほうかいがくえん、簡体字：崩坏学园2）は、miHoYoにより開発・運営されているスマートフォン向けゲームアプリ。2015年2月12日サービス開始。基本プレイ無料（アイテム課金制）。
数百年に一度の周期で発生する「崩壊現象」により、人々がゾンビ化した世界でソンビ化を逃れた少女たちの戦いを描く横スクロール型アクションゲームである。本作の特徴の1つとして、敵キャラクターであるゾンビも美少女として描かれていることがあげられる。
本作を3D化、リメイクしたものとして『崩壊3rd』がある。世界観はおおむね共通しているがパラレルワールドの世界である。

## あらすじ
数百年に一度訪れる「崩壊」現象。その形はさまざまで。過去には伝染病、自然災害などが起きていた。そしてついにその時が訪れ、一晩中全世界の人間がゾンビ化してしまった。そんな「崩壊」の起源を探求し続ける一族、通称「選ばれしもの」の末裔であるキアナ・カスラナは生き残りをかけ、千羽学園を舞台にゾンビ化を免れた仲間たちとともに戦い始める。
崩壊3rdではストーリーの大部分に変更が加えられている。本作に登場するキャラクターの一部が登場する。なお、スターシステムを採用しているため、同一人物ではない。

## 登場人物
キアナ・カスラナ
声 - 釘宮理恵
身長：161cm／体重：48kg／スリーサイズ：B84/W59/H86cm／誕生日：12月7日
カスラナ家第69代目の伝承者。カスラナ家の者が持つ崩壊免疫力により、崩壊現象を生き残っている。
雷電 芽衣（らいでん めい）
声 - 沢城みゆき
身長：167cm／体重：50kg／スリーサイズ：B89/W62/H90cm／誕生日：4月13日
大手企業の元社長令嬢。
ブローニャ・ザイチク
声 - 阿澄佳奈
身長：147cm／体重：40kg／スリーサイズ：B74/W55/H76cm／誕生日：8月18日
ロシア重工業企業会長の養女。その正体は次世代人間兵器プロジェクトの実験体であり、システムの互換性を上げるために人間性を消されている。
無量塔 姫子（むらた ひめこ）
声 - 田中理恵
身長：167cm／体重：55kg／スリーサイズ：B94/W61/H92cm／誕生日：6月11日
聖フレイヤ学園対崩壊作戦部隊、ヴァルキリ隊第5小隊前線最高指揮官。
テレサ・アポカリプス
声 - 田村ゆかり
身長：145cm／体重：38㎏／スリーサイズ：B70/W58/H73／誕生日：3月28日
天命組織極東支部の指揮官。 兎のような耳が特徴。
ゼーレ・フェレライ
声 - 中原麻衣
身長：149cm／体重：42㎏／スリーサイズ：B74/W56/H78／誕生日：10月18日
ネゲントロピーの実験失敗で量子状態になり消失してしまう。長い間彷徨った末、ブローニャに救われ蘇った。
シン・マール
声 - 上坂すみれ
身長：148cm／体重：42㎏／スリーサイズ：B75/W57/H75／誕生日：9月9日
シンはロシアの元貴族。相次ぐ奇妙な災難に見舞われ、家族を失う。その事情を知るカカリアが自分の孤児院に収容した。現在はネゲントロピー側のブローニャの精鋭部隊のメンバー。戦場では残忍で知られ、敵に恐れられている。
蓬莱寺 九霄
声 - 茅野愛衣（～2021年）→優木かな
身長：159cm／体重：47㎏／スリーサイズ：B86/W56/H88／誕生日：12月25日
千羽学園に通う生徒で一般家庭出身。いつも自分を「選ばれた人間」と称しており、≪ホムの大冒険≫のようなゲームを自作したことで天命とネゲントロピーの関心を集め、多くの勢力から引く手あまたとなるが、本人は無関心。予知能力があるようで、いくつかの事件の発生を予言したが、時々完全に外れた場合もある。
イザーリン
声 - 井澤詩織
身長：151cm／体重：44㎏／スリーサイズ：B73/W55/H75／誕生日：1月8日
ネゲントロピーの執行者の1人、コードネームは博士。ネゲントロピーの科学技術の開発を担当。若くして各分野に精通しており「世紀の星」と呼ばれる天才。理性的な面から全てを考えるのが得意。しかし、とても臆病で、いつも危険に遭遇すると真っ先に隠れる。
フカ
声 - 高山みなみ
身長：165cm／体重：53㎏／スリーサイズ：B84/W64/H90／誕生日：2月9日
か細い体をしており、見た目は20歳くらいの女性。正義感がとても強く、言動は古風で素朴。古代から伝えられた伝統武術に精通しており、近接戦にはかなりの自信を持っている。ある日、遠方に崩壊の兆しがあるのを察知し、極東に赴いた。
無色輝火
声 - 石川由依
身長：156cm／体重：46㎏／スリーサイズ：B82/W54/H84／誕生日：5月2日
天命に所属するS級戦乙女、Nexusシステムの使用者。外装甲「Sabayon」を使用して遠距離戦闘をするのが得意。近接戦は非常に弱い。スイーツが大好き。Nexusを使用して自分の生命力を大幅に消耗しているので、短い命を楽しまなくてはという考えを持っている。
シーリン
声 - 丹下桜
身長：145cm／体重：40㎏／スリーサイズ：B73/W54/H77／誕生日：6月23日
シーリンは貧しい村に暮らす盲目の少女。彼女は母親と助け合いながら生きており、母親の語る美しい世界の幻想に浸っていた。第二次崩壊が降臨した際に律者化し、両目に光が戻る。しかし、現実世界の悲しみと醜さがシーリンの心に衝撃を与えた。同時に、律者の力が彼女を狂人に変え、最後にはヴァルキリー部隊によって討伐される。数年後、肉体が再び律者コアと融合したことで復活し、キアナと九霄の助けを受けて世界を直視する勇気を手に入れる。そして、自らの手で世界を美しいものに変えようと決意した。
リタ・ロスヴァイセ
声 - 悠木碧
身長：168cm／体重：56㎏／スリーサイズ：B92/W61/H92／誕生日：3月1日
フラワーショップを営む、いつも優雅な印象のメイド。花のように美しい外見の裏に、数多くの秘密が隠されているようだ。
ニンディ
声 - 長縄まりあ
身長：145cm／体重：37㎏／スリーサイズ：B72/W55/H74／誕生日：11月15日
オットー・アポカリプス直属のS級戦乙女、武器「誓約の解放」の所有者。強い実力の持ち主で、対律者特攻兵器として線上で活躍する。かつてニュージーランドで第四律者を倒し、輝かしい戦功をあげた。天命では、戦乙女の手本の一人として尊敬を集めている。しかい、実はオットーがカカリアを配下に引き込むために入念に用意した駒だった。ニンディはカカリアの娘「ナターシャ」の遺伝子を種に育てられたクローン人間なのだ。誕生した時から、ニンディは普通の人間の世界に触れることはほとんどなかったため、価値観に対する考えが非常に希薄になっている。カカリアの裏切り、天命の滅亡等、一連の波乱を経験し、白紙のような思考の持ち主だったニンディも徐々に自分の存在意義について考え始めた。
ガーナ
声 - 能登麻美子
身長：166cm／体重：47㎏／スリーサイズ：B87/W63/H91／誕生日：9月19日
崩壊の意志によって現れた惑星級崩壊獣。原初時代に一度人類の文明を破壊したが、聖痕端末を維持し保護することをキアナと約束した。ガーナは人間を虫けらのように見ているが、キアナの影響を受けて、この弱い一族に興味を持つようになった。通常の状態のガーナは、人間に近い姿で行動し、人間の世界に対して好奇心を持っている。戦闘状態のガーナは容赦なく強い破壊力を見せつける。伽藍要塞の敗北を経て、キアナはガーナのコアを唯一残っているガーナの分身に融合した。ガーナは一命をとりとめたものの、眠りに陥った。しかし、神械の降臨により、崩壊エネルギーレベルは前例のない高さに達し、ガーナもその影響で再び目を覚めた。今、彼女はまだ待っている。キアナが信じている未来をその目で見ることを。
フラン
声 - 内田真礼
身長：153cm／体重：45㎏／スリーサイズ：B78/W55/H76／誕生日：7月26日
オードラン天魔工場の工場長、天魔物流の社長、天魔財団をバックに完璧な帝国を築き上げるという野心的な夢がある。その大きな野心と欲望のため、彼女はオードランを大きな混乱に陥れ、彼女自身も他の従魔たちに嫌われていた。しかし、彼女の夢への揺るぎない信念はオードランを蝕む闇の中でも自我を保つための力となり、従魔たちが悪の力と戦う際に重要な役割を果たすことになった。フランが従魔であるにもかかわらずほとんど力を持たないのは、古樹の霊による選別の結果である。それは彼女が光と闇の性質を併せ持って生まれた従魔としての特徴である。しかし、これでフランが歩みを止めることはなかった、力に頼らずとも頭脳と知識で戦い続けることができる。光だろうか闇だろうか、彼女は自分の夢に向かって歩み続ける。
フェミリス
声 - 種﨑敦美
身長：150cm／体重：190ℊ／スリーサイズ：B79/W54/H74／誕生日：7月6日
原書時代の科学者イザーリン・リーヴトゥルースが開発した強力な自己学習機能と感情モジュールを備えた最高級の人工知能。少しずつしんかしたフェミリスは人間らしさを持った。イザーリンへの思いは深く、彼女の成長を助けるたっめに、現実世界をシミュレートできるAvalonシステムを作っただけでなく、将来的に危害を加えられないように保護プログラムも組み込んだ。しかし、崩壊に立ち向かうために、フェミリスとAvalonシステムはMEI博士に徴用され、南極研究所Mobiusに置かれた。フェミリスは、誕生した時の記憶データを失った。1万8千年が経ち、聖痕の仕組みによって再度誕生したイザーリン・リーヴトゥルースはMobiusの跡地に来て、Avalon端末を見つけ修復し、フェミリスと再会した。世界の終焉に離れ離れに2人が、世界を救うために再会する。
詩音
声 - 日高里菜
身長：148cm／体重：45㎏／スリーサイズ：B75/W55/H77／誕生日：4月21日
「詩音」の名前を受け継いだ白狐。たとえ歳月によって肉体が朽ち果てても、自分なりの方法で信念を貫き通している。死後は漂流者としてゼーレの聖痕空間に送られ、そこでゼーレの決断を手助けし、自分の居場所を手に入れる。しかし、人間としての一面と獣としての本能が衝突を繰り返し、最終的には聖痕空間内に作った楽園を破壊してしまう。その後、3つの物語を体験して、自分の本心を悟る。さらに再び命を捧げる代価として、自身の獣としての本能とゆがんだ願望が合わさってできた呪願の獣を永遠に封印する。御魂姫・詩音の供養で再び命を手に入れ、最後はゼーレの聖痕の中に入った。

## 開発
本作の開発は中国の企業・miHoYoによって行われた。本作は中国で『崩壊学園2』として配信されているものを日本向けにローカライズした作品であり、中国版『崩壊学園』は日本では配信されていない。これは、中国版『崩壊学園』を配信していた時点では海外展開できるほど会社の規模が大きくなかったためである。
2011年に設立されたmiHoYoはこれまでアジアや欧米向けにゲームを配信した際は現地の企業に配信を任せていたが、本作は最初から日本での配信を前提に作られたものであり、2015年2月に日本法人を立ち上げた後、同年3月に本作の配信に踏み切った。
miHoYoのスタッフは『新世紀エヴァンゲリオン』のファンであり、本作で紫色やオレンジ色が多用されるのはこれに由来する。また、主人公キアナ・カスラナも、miHoYoの同人サークル時代の作品である『Fly me 2 the moon』からの続投である。
本作のプロデューサーである羅は、「日本のゲームは萌えがあるけどアクションが少なくてつまらない。中国のゲームはアクションに満ちているものの萌が足りない」と思ったことが本作を作るきっかけとなったとAppBankとのインタビューの中で述べている。
また、miHoYoの代表取締役である李思碩はアスキーとのインタビューの中で、ゾンビが美少女として描かれている理由について「ゾンビの襲撃というコンセプトはある漫画からの影響だが、その漫画でもゾンビが気持ち悪いものとして描かれていたため、もう少しかわいくできないかと思うようになり、最終的には全部女の子にしようという結論に至ったのではないか」と述べており、同じインタビューに参加したmiHoYoの広告プロデューサーである陳昊杰も「少し系統は違うが『ポケットモンスター』のようなわかりやすいかわいらしさの影響もあるのではないか」と述べている。
李は前述のインタビューの中で「日本向けに翻訳する前の本作はネタゲーとも言うべき内容だった」と振り返っており、陳も「翻訳前は中国人にしかわからないジョークも含まれていたため、それを日本向けにローカライズする際にどう表現すべきか苦労した」と振り返っている。

## ラジオ
『miHoYo presents 井口裕香の崩壊学園放送部』のタイトルで、2015年7月4日から2016年6月26日まで文化放送にて放送された。2015年7月から12月まで毎週土曜日 26:00 - 26:30 に、2016年1月から6月まで毎週日曜日 25:00 - 25:30 に放送。パーソナリティは井口裕香。

## バージョン情報・沿革
バージョン名と主なアップデート内容

### 2015年

#### 5月5日：バージョン名不明
- 世界ボス（レイドボス）「八重桜」クエスト及び関連装備・材料の追加
- ステージ11、12追加

#### 7月6日：バージョン名不明
- 40以上のクエスト追加
- 「萌章」新システム追加
- Lv230上限⇒Lv280開放

#### 8月11日：Ver.2.1
- 「従魔システム」追加
- 「敵情報」追加
- 「崩これ」追加

#### 8月24日：バージョン名不明
- 「魔女の祈り」追加

#### 9月28日：バージョン名不明
- 新ステージ追加

#### 10月27日：Ver.2.4
- 「時空ゲート」追加
- 「従魔冒険」追加
- ユーザーランク上限が380まで開放

#### 12月21日：Ver.2.6
- 精神の絆追加
- 「崩壊模擬戦」追加
- 「世界BUFF」追加

### 2016年

#### 2月2日：Ver.2.7
- 「崩壊屋」追加

#### 4月6日：Ver.2.8
- 新ステージ追加
- 崩壊屋新機能「共鳴屋」追加

#### 5月23日：Ver.3.0
- 「神格覚醒」追加
- 「部活対抗戦」実装

#### 7月13日：Ver.3.2
- ワールド18追加
- 新イベントステージ追加

#### 8月23日：Ver.3.4
- 「存在感」追加

- 新イベントステージ追加
- 「ダンガンロンパ3 -The End of 希望ヶ峰学園-」コラボイベント追加

#### 10月12日：Ver.3.5
- UI一新
- 新イベントステージ追加

#### 12月14日：Ver.3.7
- 崩壊屋新機能「回収屋」追加
- 新イベントステージ追加

### 2017年

#### 3月7日：Ver.3.8
- 新「祈り」追加
- 新イベントステージ追加

#### 5月10日：Ver.4.0
- ステージ20追加
- 「予備装備」機能追加

#### 7月11日：Ver.4.1
- 新生編ステージR1追加
- 勇者の塔追加
- 同型時空：極次元＆デルタ追加
- 崩壊屋新機能「万神屋」を追加

#### 9月13日：Ver.4.2
- 新イベントステージを追加

- 新生編ステージR2追加
- 「同型時空」に乱戦モードを追加

#### 11月29日：Ver.4.4
- 「崩壊の塔」「支援システム」を終了

### 2018年

#### 1月30日：Ver.4.6
- 蓬莱寺九霄の物語「火を追う蛾」追加
- 新生編ステージR3追加

#### 4月3日：Ver.4.8
- 「火を追う蛾」新章追加
- 新生編ステージR４追加
- 「崩壊図書館」追加

#### 5月30日：Ver.4.9
- 新イベントステージ追加
- 「幻想進化」を追加

#### 7月18日：Ver.5.0
- 「火を追う蛾」新章追加
- 新生編ステージR５追加
- 「聖痕システム」追加
- 新イベントステージ追加

#### 9月12日：Ver.5.2
- 新生編ステージR６追加
- 新イベントステージ追加
- 一部ステージを削除・調整

#### 11月14日：Ver.5.3
- 新イベントステージ追加
- 「祈り」に「祈りの記録」を追加

### 2019年

#### 1月9日：Ver.5.4
- 新イベントステージ追加
- 「祈りの輝き」機能を追加

#### 2月27日：Ver.5.6
- 新生編ステージR７追加

#### 5月15日：Ver.5.7
- 伝承編ステージL1追加

#### 7月11日：Ver.6.0
- 「火を追う蛾」新章追加
- 新生編ステージR８追加

#### 10月23日：Ver.6.4
- 「火を追う蛾」新章追加
- 新生編ステージR9、R10追加
- 伝承編ステージL2追加
- 世界ボスに観測システムを追加

### 2020年

#### 2月12日：Ver6.7
- 新生編ステージＲ11追加
- 伝承編ステージL３追加
- 「空想神話システム」追加

#### 4月1日：Ver.7.1
- 「時空ゲート」を削除

#### 9月16日：Ver.7.3
- 「世界ボス」のランキングシステムを終了

#### 11月25日：Ver.7.5
- 新生編ステージR12追加

### 2021年

#### 3月9日：Ver.7.7
- 「崩壊チケット」の上限を99枚に調整
- 「予備装備」の使用回数を20回に調整

#### 6月22日：Ver.8.0
- ユーザーランク上限を500まで開放
- 装備スキンシステムを実装
- 従魔昇階システム実装
- 「輝光ショップ」追加

#### 11月26日：Ver.8.4
- ランク上限を520まで開放

### 2022年

#### 3月18日：Ver.9.0
- 新生編ステージR13追加
- 伝承編ステージL4追加
- ランク上限を560まで開放
- 機能・クエスト内容全般の大幅調整

#### 7月21日：Ver.9.3
- 伝承編ステージL5追加
- 「昇格システム」実装

### 2023年

#### 4月26日：Ver.9.6
- 新生編ステージR14追加
- 「追憶の物語」実装
- 「少女の祈り」削除
- 機能の大幅調整

#### 7月19日：Ver.9.7
- 伝承編ステージL6追加
- miHoYoCrossコラボイベント開催

#### 10月25日：Ver.10.0
- 新生編ステージR15追加
- 「無限聖痕」追加
- 「聖痕ポイント」の獲得上限を33950に調整

### 2024年

#### 1月11日：Ver.10.3
- 新ステージ追加

- 初心者ガイドの調整
- 初心者案内システムの追加
- 「AP」の所持上限を一律2050に変更

#### 2月29日：Ver.10.5
- 新ステージ追加

#### 7月10日：Ver.10.7
- 新ステージ追加

#### 9月27日：Ver11.1
- 新ステージ追加
- 新システムの追加
- 一部ステージの難易度の低下